# 예향로
예향로(Yehyang-ro)는 전라남도 강진군 성전면 월평리 성전삼거리와 나주시 경현동 광주학생운동진원기념비를 잇는 전라남도의 도로이다.

## 연혁
- 1972년 8월 3일 : 도로 노선 개량으로 인해 영암군 덕진면 덕진리 550m 구간을 486m 로 도로구역 변경[1]
- 2001년 1월 1일 : 성전 ~ 영암간 도로(강진군 성전면 송월리 ~ 영암군 영암읍 남풍리) 14.1km 구간 확장 개통, 기존 강진군 성전면 월남리 ~ 영암군 영암읍 학송리 3.6km 구간 폐지[2]
- 2002년 11월 8일 : 영암군 영암읍 망호리 ~ 용흥리 3.04km 구간 확장 개통[3]

## 주요 경유지
전라남도
- 강진군 성전면 - 영암군 (영암읍 · 덕진면 · 신북면 · 도포면 · 신북면) - 나주시 (세지면 · 왕곡면 · 세지면 · 왕곡면 · 운곡동 · 이창동 · 영산동 · 삼영동 · 송월동 · 경현동)

## 노선
| 이름                      | 접속 노선                                                                              | 소재지                 | 소재지                      | 비고                                                       |
| ------------------------- | -------------------------------------------------------------------------------------- | ---------------------- | --------------------------- | ---------------------------------------------------------- |
| (성전삼거리)              | 별뫼로 송계로                                                                          | 강진군                 | 성전면                      |                                                            |
| 성전교                    |                                                                                        | 강진군                 | 성전면                      |                                                            |
| 월평 교차로               | 국도 제2호선 국도 제13호선 (녹색로)                                                    | 강진군                 | 성전면                      | 국도 제13호선 구간                                         |
| 송월교                    | 대월달마지길 영흥길                                                                    | 강진군                 | 성전면                      | 국도 제13호선 구간                                         |
| (이름 없음)               | 녹향월촌길                                                                             | 강진군                 | 성전면                      | 국도 제13호선 구간                                         |
| 신풍교                    |                                                                                        | 강진군                 | 성전면                      | 국도 제13호선 구간                                         |
| 신풍삼거리                | 무위사로                                                                               | 강진군                 | 성전면                      | 국도 제13호선 구간                                         |
| 백운교                    |                                                                                        | 강진군                 | 성전면                      | 국도 제13호선 구간                                         |
| 월남 교차로 (월남교)      | 백운로 사문로                                                                          | 강진군                 | 성전면                      | 국도 제13호선 구간                                         |
| 월하교                    |                                                                                        | 강진군                 | 성전면                      | 국도 제13호선 구간                                         |
| (신월)                    | 지방도 제827호선 (까치내로)                                                            | 강진군                 | 성전면                      | 국도 제13호선 구간 나주 방향 진입 불가 강진 방향 진출 불가 |
| 풀치터널                  |                                                                                        | 강진군                 | 성전면                      | 국도 제13호선 구간 나주 방향 연장 350m 강진 방향 연장 420m |
| 풀치터널                  | 영암군                                                                                 | 영암읍                 |                             | 국도 제13호선 구간 나주 방향 연장 350m 강진 방향 연장 420m |
| 학송교                    | 영암군                                                                                 | 영암읍                 |                             | 국도 제13호선 구간                                         |
| (반송정)                  | 영암군                                                                                 | 영암읍                 | 반송정길                    | 국도 제13호선 구간                                         |
| 장흥 교차로 (학송육교)    | 영암군                                                                                 | 영암읍                 | 지방도 제835호선 (장강로)   | 국도 제13호선 구간                                         |
| (쌍정)                    | 영암군                                                                                 | 영암읍                 | 개신율산길 쌍정월비길       | 국도 제13호선 구간                                         |
| 쌍웅1교                   | 영암군                                                                                 | 영암읍                 |                             | 국도 제13호선 구간                                         |
| 천황사 교차로 (월출교)    | 영암군                                                                                 | 영암읍                 | 천황사로                    | 국도 제13호선 구간                                         |
| 쌍웅2교                   | 영암군                                                                                 | 영암읍                 |                             | 국도 제13호선 구간                                         |
| 춘양 교차로 (춘양3교)     | 영암군                                                                                 | 영암읍                 | 낭주로 백운율산길           | 국도 제13호선 구간                                         |
| 춘양2교                   | 영암군                                                                                 | 영암읍                 |                             | 국도 제13호선 구간                                         |
| 영암 나들목 (춘양1교)     | 영암군                                                                                 | 영암읍                 | 지방도 제819호선 (여운재로) | 국도 제13호선 구간                                         |
| 역리교                    | 영암군                                                                                 | 영암읍                 | 낭주로 영암공단로           | 국도 제13호선 구간 나주 방향 진출 불가 강진 방향 진입 불가 |
| 덕진교                    | 영암군                                                                                 | 영암읍                 |                             | 국도 제13호선 구간                                         |
| 덕진교                    | 영암군                                                                                 | 덕진면                 |                             | 국도 제13호선 구간                                         |
| 덕진초교사거리            | 영암군                                                                                 | 월출로 백운선로 내촌길 |                             | 국도 제13호선 구간                                         |
| 청림삼거리                | 영암군                                                                                 | 서리등로               |                             | 국도 제13호선 구간                                         |
| 주암삼거리                | 영암군                                                                                 | 원산로                 | 도포면                      | 국도 제13호선 구간                                         |
| 구장터삼거리              | 영암군                                                                                 | 호산로                 | 신북면                      | 국도 제13호선 구간                                         |
| 영암전자과학고입구 교차로 | 영암군                                                                                 | 황금동로               | 신북면                      | 국도 제13호선 구간                                         |
| 신북면소재지 교차로       | 영암군                                                                                 | 마한문화로 황금동1길   | 신북면                      | 국도 제13호선 구간                                         |
| 황금교                    | 영암군                                                                                 | 간은정로               | 신북면                      | 국도 제13호선 구간                                         |
| 오장성입구 교차로         | 영암군                                                                                 | 들소리로               | 신북면                      | 국도 제13호선 구간                                         |
| 원금수입구 교차로         | 영암군                                                                                 | 금교로                 | 신북면                      | 국도 제13호선 구간                                         |
| 농공단지 교차로           | 신북공단로                                                                             | 나주시                 | 세지면                      | 국도 제13호선 구간                                         |
| 죽동삼거리                | 지방도 제820호선 (세지로)                                                              | 나주시                 | 왕곡면                      | 국도 제13호선 구간 지방도 제820호선 구간                   |
| (신원리)                  | 석고길 신원봉학길                                                                      | 나주시                 | 왕곡면                      | 국도 제13호선 구간 지방도 제820호선 구간                   |
| 상사마을앞 교차로         | 신가신원길                                                                             | 나주시                 | 왕곡면                      | 국도 제13호선 구간 지방도 제820호선 구간                   |
| 양산삼거리                | 지방도 제820호선 (고분로)                                                              | 나주시                 | 왕곡면                      | 국도 제13호선 구간 지방도 제820호선 구간                   |
| 왕곡 교차로               | 국도 제1호선 국가지원지방도 제49호선 국가지원지방도 제60호선 (빛가람장성로) 장산양산길 | 나주시                 | 왕곡면                      | 국도 제13호선 구간                                         |
| 장산사거리 (장산고가교)   | 국도 제23호선 (나주서부로)                                                             | 나주시                 | 왕곡면                      | 국도 제13, 23호선 구간                                     |
| 운곡교 남단               | 영산포로                                                                               | 나주시                 | 이창동                      | 국도 제13, 23호선 구간                                     |
| 운곡교                    |                                                                                        | 나주시                 | 이창동                      | 국도 제13, 23호선 구간                                     |
| 이창택지삼거리            | 풍물시장1길                                                                            | 나주시                 | 이창동                      | 국도 제13, 23호선 구간                                     |
| 영산포공용버스터미널      |                                                                                        | 나주시                 | 이창동                      | 국도 제13, 23호선 구간                                     |
| 이창동삼거리              | 국도 제23호선 (금영로)                                                                 | 나주시                 | 이창동                      | 국도 제13, 23호선 구간                                     |
| 영산동주민센터            | 남교본영길                                                                             | 나주시                 | 영산동                      | 국도 제13호선 구간                                         |
| 영산대교 남단             | 석산길 선창길                                                                          | 나주시                 | 영산동                      | 국도 제13호선 구간                                         |
| 영산대교                  |                                                                                        | 나주시                 | 영산동                      | 국도 제13호선 구간                                         |
| 영강동                    |                                                                                        | 나주시                 |                             | 국도 제13호선 구간                                         |
| 영산대교 북단             | 영산강변로                                                                             | 나주시                 |                             | 국도 제13호선 구간                                         |
| 영강사거리                | 영산포로                                                                               | 나주시                 |                             | 국도 제13호선 구간                                         |
| 나주역앞 교차로           | 나주역길                                                                               | 나주시                 |                             | 국도 제13호선 구간                                         |
| (롯데마트입구)            | 구진포로                                                                               | 나주시                 | 송월동                      | 국도 제13호선 구간 나주 방향 진출 불가 강진 방향 진입 불가 |
| 나주시청앞                | 빛가람로 시청길                                                                        | 나주시                 | 송월동                      | 국도 제13호선 구간                                         |
| 한국통신 교차로           | 나주로 사격장길                                                                        | 나주시                 | 송월동                      | 국도 제13호선 구간                                         |
| 나주소방서앞삼거리        | 남고문로                                                                               | 나주시                 | 송월동                      | 국도 제13호선 구간                                         |
| (광주학생운동진원기념비)  | 영산로                                                                                 | 나주시                 | 송월동                      | 국도 제13호선 구간                                         |
| 영산로와 직결             |                                                                                        |                        |                             |                                                            |

## 주요 건물 및 시설
- 성전면사무소, 성전119지역대 (전라남도 강진군 성전면 예향로 16)
- 성전초등학교 (전라남도 강진군 성전면 예향로 17)
- 청풍원휴게소 (전라남도 영암군 영암읍 예향로 1180)
- 덕진면사무소, 덕진의용소방대, 덕진보건지소 (전라남도 영암군 덕진면 예향로 1731)
- 영암효요양병원 (전라남도 영암군 덕진면 예향로 1764)
- 신북시외버스터미널 (전라남도 영암군 신북면 예향로 2542)
- 왕곡신원보건진료소 (전라남도 나주시 왕곡면 예향로 3320)
- 영산포농협하나로마트 (전라남도 나주시 예향로 3775)
- 신촌마을회관 (전라남도 나주시 예향로 3798-8)
- 영산포공용버스터미널 (전라남도 나주시 예향로 3803)
- 영산포농협 (전라남도 나주시 예향로 3811)
- 영산동주민센터 (전라남도 나주시 예향로 3872)
- 나주시노인복지관 (전라남도 나주시 예향로 3874)
- 나주시다문화가족지원센터 (전라남도 나주시 예향로 4075)
- 나주시문화예술회관 (전라남도 나주시 예향로 4137)
- 나주소방서 (전라남도 나주시 예향로 4201)